# 楊宝
楊 宝（よう ほう、生没年不詳）は、前漢後期から後漢前期にかけての学者。字は文淵。本貫は弘農郡華陰県。曾祖父は楊敞。祖父は楊忠（楊賁）。父は楊譚。子は楊震。

## 略歴
欧陽尚書を習得し、哀帝・平帝の時期に隠居して、民間にあって尚書の指導をした。
居摂2年（7年）、摂皇帝王莽から徴されたが、楊宝は応じずに、所在をくらました。
王莽を倒した光武帝は、その節義を尊んで、公車を遣わして特に召し出そうとしたが、楊宝は老齢と病気を理由に仕官を断り、隠棲したまま亡くなった。

## 銜環
九歳のとき、楊宝は華陰山の北に来て、一羽の黄雀を見つけた。鴟鴞に搏たれて、樹の下に落ちて、螻蟻が群がっていた。楊宝はこの黄雀を見て可哀想に思い、取って帰った。箱の中に入れて、菊の花を食べさせた。百日ほどすると、毛羽が生えて、朝に飛んで行っては暮れに帰って来た。夜明けに、楊宝が読書をしてまだ眠っていない時だった。黄衣の童子が現れて、楊宝に向かって再拝して、「私は西王母の使者です。蓬萊に使いに行く途中で、不注意で鴟鴞に搏たれてしまいました。あなたの慈愛によ って救われました。本当にその盛徳を感じました」と言った。そこで白い玉環を四つ、楊宝に渡し、「貴方の子孫はこの玉環のように潔白にして、位は三公に登り、まさにこの玉環のようになるでしょう」と言った。
この故事から、恩に報いることを「銜環」（がんかん）と言うようになった。